# Mandat poselski
Mandat poselski – pełnomocnictwo przyznane wybranemu kandydatowi w wyborach parlamentarnych do sprawowania funkcji posła na Sejm RP. Rozpoczęciem sprawowania mandatu – jest dzień złożenia ślubowania poselskiego przed Sejmem; wygaśnięciem – dzień zrzeczenia się mandatu, pozbawienia mandatu, śmierci lub końca kadencji Sejmu.
Nie można być równocześnie posłem i senatorem.
Mandatu posła nie można łączyć z funkcjami: prezesa Narodowego Banku Polskiego, prezesa Najwyższej Izby Kontroli, Rzecznika Praw Obywatelskich, Rzecznika Praw Dziecka, członka Rady Polityki Pieniężnej, członka Krajowej Rady Radiofonii i Telewizji, ambasadora, zatrudnieniem w Kancelarii Sejmu, Kancelarii Senatu, Kancelarii Prezydenta lub w administracji rządowej, z wyjątkiem Rady Ministrów i sekretarzy stanu. Mandatu również nie mogą piastować sędziowie, prokuratorzy, urzędnicy służby cywilnej, żołnierze w służbie czynnej, funkcjonariusze policji i Służby Ochrony Państwa.
Poseł nie może być pociągnięty do odpowiedzialności za swoją działalność wchodzącą w zakres sprawowania mandatu poselskiego ani w czasie jego trwania, ani po jego wygaśnięciu. Za taką działalność poseł odpowiada wyłącznie przed Sejmem, a w przypadku naruszenia praw osób trzecich może być pociągnięty do odpowiedzialności sądowej tylko za zgodą Sejmu. Od dnia ogłoszenia wyników wyborów do dnia wygaśnięcia mandatu poseł nie może być pociągnięty bez zgody Sejmu do odpowiedzialności karnej.